# Moissac
Moissac település Franciaországban, Tarn-et-Garonne megyében. Lakosainak száma 13 652 fő (2022. január 1.). Moissac Les Barthes, Boudou, Castelsarrasin, Durfort-Lacapelette, Lafrançaise, Lizac, Montesquieu, Saint-Nicolas-de-la-Grave és Saint-Paul-d’Espis községekkel határos.

## Népesség
A település népességének változása:
| Lakosok száma | 12 244 | 12 564 | 12 581 | 12 990 | 13 039 | 13 195 | 13 378 | 13 738 | 13 748 | 13 652 |
|               | 2009   | 2013   | 2015   | 2016   | 2017   | 2018   | 2019   | 2020   | 2021   | 2022   |